# Мати (фільм, 1955)
«Мати» (рос. «Мать») — український радянський художній фільм 1955 року, революційна драма режисера Марка Донського, екранізація однойменного роману Максима Горького.

## Сюжет
Пелагея Нилівна Власова (Віра Марецька) спостерігає за революційною діяльністю свого сина Павла (Олексій Баталов), поступово розуміючи всю значимість подій, що відбуваються. Вражена ув'язненням Павла, Власова вступає до лав революційного руху...

## У ролях
- Віра Марецька — Пелагея Власова
- Олексій Баталов — Павло Власов
- Никифор Колофідін — Михайло Власов
- Андрій Петров — Андрій Находка

## Цікаві факти
- Перша роль у кіно Олега Борисова (підпільник).
- В екранізації 1926 (реж. В. Пудовкін) роль Павла зіграв дядько Олексія Баталова Микола Баталов.

## Знімальна група
- Режисер: Марк Донськой
- Автори сценарію: Микола Коварский, Марк Донськой
- Оператор: Олексій Мішурин
- Художник-постановник: Вульф Агранов
- Композитор: Лев Шварц
- Звукооператор: Аріадна Федоренко
- Монтаж: Н. Горбенко
- Художник-гример: Яків Грінберг
- Художник по костюмах: Катерина Гаккебуш
- Директор картини: Борис Жолков